# Килийно училище (Боженица)
Килийно училище в село Боженица е най-старата запазена сграда на килийно училище в Ботевградската община.

## История
Приписки върху църковни книги и спомени на възрастни хора от селото споменават, че там е имало учители много преди построяването на килийното училище. Поради чести прекъсвания на учебната дейност през годините, за начало на образованието се приема 1806 г. Тогава е построена сградата и назначен Стоян Кнезовски за учител. По-късно той е ръкоположен за свещеник. През 1834 г. върху стари основи на разрушен храм е построена църквата „Света Петка-Параскева българска“. В непосредствена близост през 1835 г. е съградена сграда за килийно училище.
Голяма част от учителите са от Боженица и околните села. Заплатите на даскалите не били високи, затова получавали от учениците и определено количество храна. Тук се обучавали от 80 до 100 деца, като част от тях са идвали от околните села. Първоначално просвещението е почивало само върху религиозни предмети – Часослов, Псалтир и Святчето, а по-късно е включен Буквар с писане и математика. Не е имало разграничени класове и отделения. Учителят е показвал на всеки ученик поотделно урока, а събота е бил ден за преговор. Не е имало междучасие. През зимата – пладне, а лятото – обяд, който е траел 1 – 2 часа. Занятията продължавали 2 – 3 часа. Дисциплината била сурова, поддържала се е освен от учителя и от дежурни ученици. Наказанията са били: стоене прав, на колене, биене с пръчка по ръка, по краката, опъване на косата. Под бюрото е имало отредено място за най-провинилия се ученик. Почистването се извършвало от учениците.
Сградата на училището изгоряла през 1855 г. и на нейно място е съградена нова през 1880 г., съществуваща до днес, която функционирала успешно до 1943 г.
През 2006 г. със средства на жителите на селото и Община Ботевград, училището е реставрирано и подредено като музейна сбирка, филиал на Историческия музей в Ботевград.